# Lissoclinum pacificense
Lissoclinum pacificense är en sjöpungsart som först beskrevs av Kott 1981.  Lissoclinum pacificense ingår i släktet Lissoclinum och familjen Didemnidae. Inga underarter finns listade i Catalogue of Life.